# Werner Linß (Fußballspieler)

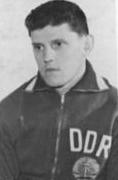
Werner Linß als
Nationalspieler (1964)

Werner Linß (* 26. August 1937; † August 2012) war ein deutscher Fußballspieler. In der höchsten Spielklasse des DDR-Fußballs, der Oberliga, spielte er für die BSG Motor Steinach. Linß wurde zweimal in der DDR-A-Nationalelf aufgeboten.

## Sportliche Laufbahn

### Gemeinschaftsstation
Der später etatmäßige Innenstürmer Werner Linß begann als Schüler unmittelbar nach dem Zweiten Weltkrieg bei der SG Steinach mit dem Fußballspielen. Schon mit 16 Jahren spielte er in der 1. Männerschaft, die inzwischen unter dem Namen BSG Motor Steinach antrat. Als Linß 1955 offiziell in den Männerbereich aufrückte, spielte seine Mannschaft in der Bezirksliga Suhl. In den folgenden Jahren konnte der gelernte Schlosser gleich zweimal den Aufstieg erleben, 1956 in die drittklassige II. DDR-Liga und 1958 in die I. DDR-Liga. Dort konnte sich Steinach jedoch nur ein Jahr halten, sodass Linß drei weitere Jahre in der Drittklassigkeit verbringen musste. Als Motor Steinach 1962 zum zweiten Mal in die I. DDR-Liga aufstieg, holte die Mannschaft zu einem Paukenschlag aus und stieg binnen einer Saison in die höchste DDR-Fußballklasse Oberliga auf. 
Erfolgreicher war Linß zunächst mit seiner Steinacher Mannschaft. Die Thüringer überraschten auch in ihrem ersten Oberligajahr mit einem 7. Platz noch vor dem Hauptstadtclub SC Dynamo Berlin. Insgesamt erwiesen sich die Steinacher jedoch als zu schussschwach und mussten nach ihrer zweiten Spielzeit im Fußballoberhaus 1965 wieder den Gang in die Zweitklassigkeit antreten. Einen Anteil daran hatte wohl auch Linß, der mit nur einem Treffer in beiden Spielzeiten als Stammspieler im Angriff der erfolgloseste Stürmer der Motor-Mannschaft war. Immerhin hatte er es bei insgesamt 52 Oberligapunktspielen der Steinacher auf 48 Einsätze gebracht. Außerdem wurde er in 60 Spielen der Fußball-Bezirksauswahl Suhl eingesetzt. Als Motor Steinach 1975 auch aus der zweitklassigen DDR-Liga abstieg, beendete Linß 38-jährig seine aktive Laufbahn und war später bei seiner Heimatgemeinschaft auch als Trainer tätig.

### Auswahleinsätze
Noch als Zweitligaspieler kam Werner Linß zu Länderspielehren. Während einer Afrikatournee der DDR-A-Nationalmannschaft im Dezember 1962 wurde er in den beiden Spielen gegen Mali (2:1) und Guinea (3:2) als halblinker Spieler eingesetzt. Auf dieser Position eroberten sich allerdings Henning Frenzel und Dieter Erler Stammplätze, sodass es für Linß bei diesen beiden A-Länderspielen blieb. Daneben kam er noch zu einem Einsatz in der B-Mannschaft.

### Statistik
| Ligenüberblick | Ligenüberblick   |
| -------------- | ---------------- |
| 1955–1956      | Bezirksliga Suhl |
| 1957–1958      | II. DDR-Liga     |
| 1959           | I. DDR-Liga      |
| 1960–1962      | II. DDR-Liga     |
| 1962/63        | I. DDR-Liga      |
| 1963–1965      | Oberliga         |
| 1965–1975      | DDR-Liga         |

## Trivia
1969 ehrte ihn die Stadt Steinach mit der Ehrenbürgerwürde.